# Ulrich Helbach

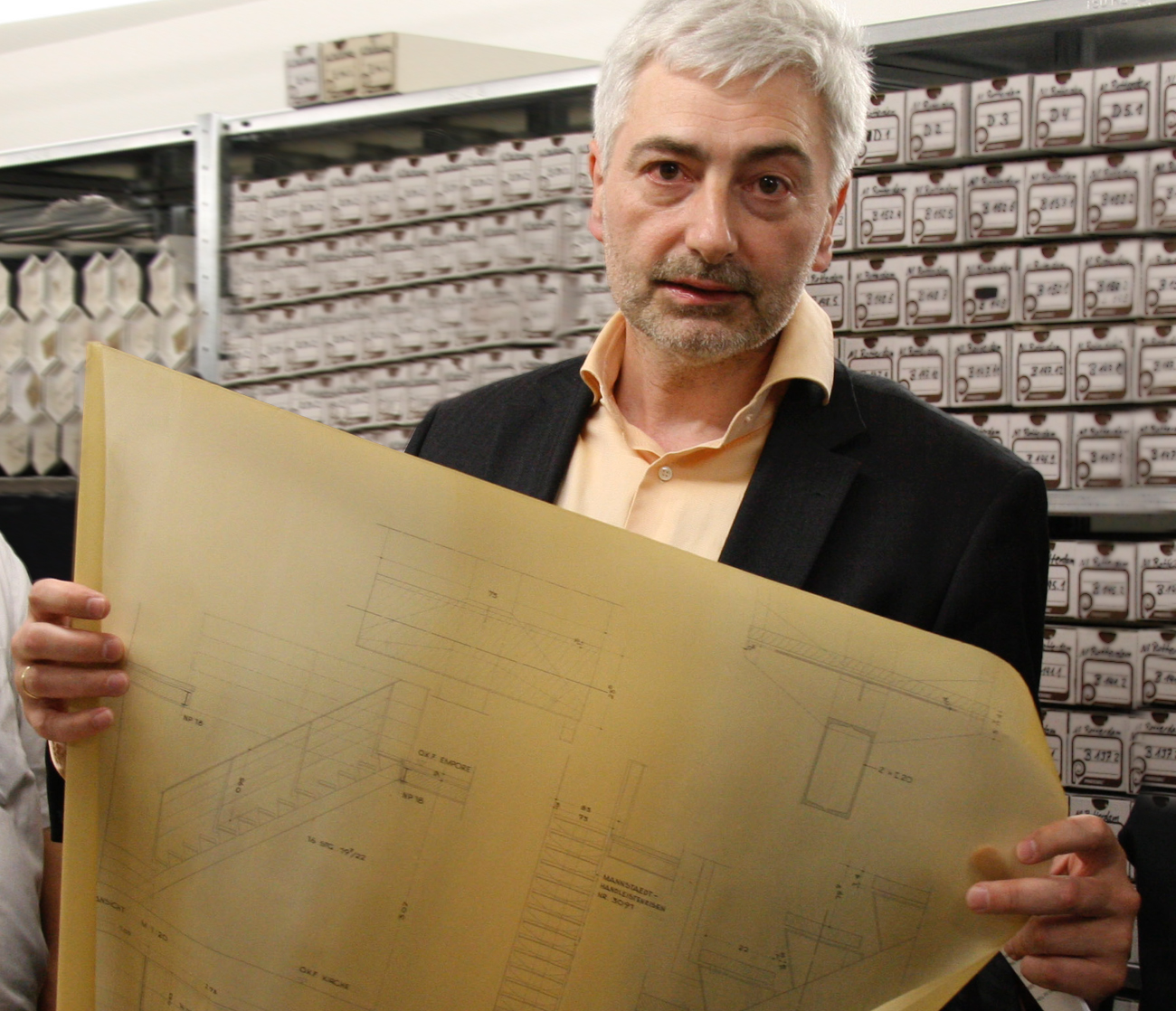
Ulrich Helbach 2011

Ulrich Helbach (* 1958 in Koblenz) ist ein deutscher Historiker und Archivar. Von 2004 bis 2024 war er Direktor des Historischen Archivs des Erzbistums Köln.

## Leben
Helbach wurde 1958 in Koblenz geboren und studierte Geschichte und katholische Theologie an der Universität Bonn, wo er im Wintersemester 1986/1987 im Fach Rheinische Landesgeschichte mit einer Arbeit über Das Reichsgut Sinzig promovierte.
Nach seiner Promotion absolvierte er sein Archivreferendariat im Staatsarchiv Münster und an der Archivschule Marburg. Seine berufliche Laufbahn begann Helbach 1989 als wissenschaftlicher Archivar im Historischen Archiv des Erzbistums Köln. Von 2004 bis 2024 war er Direktor dieses Archivs. Von 2001 bis 2004 war er Beauftragter des Erzbistums Köln für die Zwangsarbeiterfragen.
Seit 2016 ist er als Lehrbeauftragter an der Universität Bonn mit Übungen im Fach Archivkunde tätig.
Schwerpunkte seiner wissenschaftlichen Arbeit sind Grundlagenarbeiten (Quelleneditionen) zur rheinischen Regional- und Kirchengeschichte. Er verfasste außerdem mehrere Arbeiten zum Thema kirchliche Zeitgeschichte, insbesondere zur Rolle der katholischen Kirche im Nationalsozialismus.

## Mitgliedschaften
Helbach ist Vorstandsmitglied in mehreren rheinischen Geschichtsvereinen, etwa dem Historischen Verein für den Niederrhein, der Gesellschaft für rheinische Geschichtskunde sowie im Architektur Forum Rheinland.

## Publikationen (Auswahl)
- Das Reichsgut Sinzig. Böhlau, 1989, ISBN 978-3-412-21988-8 (zugleich Dissertation, Universität Bonn 1986).

- „Es hätte unserer Kirche und unserem Volk mehr gedient, wenn wir weniger geschwiegen hätten …“ die Schuldfrage im Frühjahr 1945 im Lichte eines neuen Quellenfundes; Eingabe der westdeutschen Bischöfe an Papst Pius XII. In: Siegfried Schmidt (Hrsg.): Rheinisch, Kölnisch, Katholisch. Beiträge zur Kirchen- und Landesgeschichte sowie zur Geschichte des Buch- und Bibliothekswesens der Rheinlande (= Libelli Rhenani. Nr. 25). Köln 2008, ISBN 978-3-939160-13-7, S. 341–372.
- Der Kölner Priester Peter Klein († 1944) und seine jüdische Mutter († 1958). Ein ungewöhnliches Fallbeispiel zum Verhältnis der katholischen Kirche und den Juden. In: Heinz Finger u. a. (Hrsg.): Ortskirche und Weltkirche in der Geschichte. Kölnische Kirchengeschichte zwischen Mittelalter und Zweitem Vatikanum; Festgabe für Norbert Trippen zum 75. Geburtstag. Böhlau, Köln 2011, ISBN 978-3-412-20801-1.
- mit Joachim Oepen: Kleine illustrierte Geschichte des Erzbistums Köln. Bachem, Köln 2013, ISBN 978-3-7616-2702-0.
- Akten deutscher Bischöfe seit 1945 (= Kommission für Zeitgeschichte [Hrsg.]: Veröffentlichungen der Kommission für Zeitgeschichte. Reiheh A, Quellen, Nr. 54). Schöningh, Paderborn, München, Wien, Zürich 2012, ISBN 978-3-506-72869-2.